# Guitarra archtop

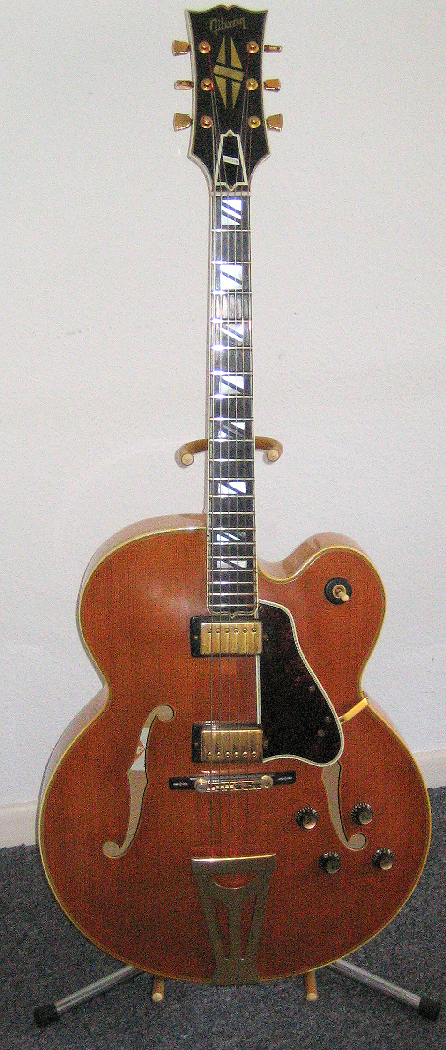
La Gibson Super 400 CES, una archtop eléctrica.

Guitarra archtop, como guitarra de tipo archtop se entiende una guitarra acústica o electroacústica de cuerdas de acero con una distintiva forma curva en su tapa armónica, cuyo sonido es especialmente popular entre los intérpretes de blues y jazz.
Normalmente una guitarra de tipo archtop tiene las siguientes características:
- Tapa acústica y fondo curvados.
- El puente puede ser: 
  - madera, con graduación de entonación móvil.
  - De base de madera y almohadillas ajustables en metal. Esto último para una entonación más precisa (ver foto derecha).
  - De metal completo, anclado mediante dos tornillos a la caja acústica, en el extremo opuesto al mástil.
- Agujeros armónicos en forma de {\displaystyle f} como los instrumentos de la familia del violín.

## Historia
La creación de la guitarra archtop se suele adjudicar a Orville Gibson, cuyos innovadores diseños llevaron a la formación de la Gibson Mandolin-Guitar Mfg. Co, Ltd en 1902. Su patente de mandolina de 1898, que era aplicable a algunas guitarras según sus especificaciones, tenía como objetivo mejorar "la fuerza y calidad del tono". Entre las características de este instrumento se encontraban la tapa armónica y fondo arqueados, tallados cada uno de una única pieza de madera, más gruesas en el medio que en los extremos. También es importante, a lo interno de la caja, la ausencia de elementos como "empalmes, bloques o puentes, que de ser empleados restarían al instrumento gran parte de su sonoridad". 
Sin embargo, Gibson no fue el primero en aplicar los principios de diseño del violín a la guitarra. A. H. Merrill, por ejemplo, había patentado en 1896 un instrumento de aspecto moderno con tapa armónica y fondo curvos y agujeros acústicos en forma de {\displaystyle f}.
En 1922, Lloyd Loar fue contratado por Gibson para rediseñar su línea de instrumentos en un esfuerzo para contrarrestar su caída en las ventas, y ese mismo año la Gibson L5 fue adaptada a su diseño. Aunque los nuevos modelos fracasaron en el mercado, y Loar abandonó Gibson un par de años después, los instrumentos producidos en esa época están considerados como algunos de los más valiosos de la historia. El más aclamado instrumento de este periodo es la mandolina F5, pero probablemente el más influyente sea la guitarra L5 que aun sigue produciéndose.
Las guitarras archtop fueron fabricadas por muchos de los lutieres americanos de primera fila, siendo destacables John D'Angelico y posteriormente su aprendiz Jimmy D'Aquisto, William Wilkanowski, Charles Stromberg & hijo en Boston, y por otras grandes marcas como Gretsch, Epiphone, y Selmer. Las guitarras archtop se hicieron de uso común entre músicos de jazz, música country, swing así como en las big bands.
En 1951, Gibson lanzó la L5CES, una L5 con un cuerpo con un único cutaway y dos pastillas eléctricas, que podía ser tocada como guitarra acústica o eléctrica. Esta innovación se hizo automáticamente popular y aunque algunas de las guitarras tipo archtop puramente acústicas como la Gibson L-7C se siguen fabricando estas constituyen la excepción. En 1958, la L5CES se rediseñó con pastillas tipo humbucker; muchas de las guitarras tipo archtop cumplen con muchas de sus especificaciones.

## Fabricación
El frontal de la caja armónica (y a menudo el fondo) de la guitarra archtop está tallado a partir de un bloque sólido de madera, o curvado mediante prensado con calor aunque para este procedimiento se suele usar chapa laminada. Normalmente la tapa armónica cuenta con dos agujeros en forma de {\displaystyle f} estando el inferior semicubierto por un protector.
En las guitarras tipo archtop suele usarse cuerdas más gruesas que las guitarras acústicas convencionales, por lo cual su estructura necesita ser algo más sólida debido a la mayor tensión en el mástil.
No son muchos los sistemas de tremolo que pueden colocarse en estas guitarras sin necesidad de crear grandes agujeros en la tapa armónica para acomodar el mecanismo, aunque existen algunas excepciones como el sistema de vibrato Bigsby o algunas versiones del Gibson Vibrola.
Ya casi no se fabrican los modelos acústicos aunque algunos como la L-7C fabricada por la Custom Shop de Gibson están aun disponibles.